# Hollaback Girl
Hollaback Girl – trzeci singel Gwen Stefani z płyty Love. Angel. Music. Baby..